# Wolf (2013)
Wolf is een Nederlands misdaad-drama uit 2013 geregisseerd door Jim Taihuttu. Hoofdrollen zijn weggelegd voor Marwan Kenzari, Chems Eddine Amar, Raymond Thiry, Bo Maerten en Cahit Ölmez. Het is de tweede film van Taihuttu, die eerder de roadmovie Rabat (2011) maakte.
Tijdens het Nederlands Filmfestival in Utrecht won Marwan Kenzari het Gouden Kalf voor beste acteur voor zijn hoofdrol als kickbokser Majid. Taihuttu won tevens een Kalf voor beste regie. Wolf was genomineerd voor in totaal acht Gouden Kalveren.
De film werd in het Russische vertaald door Andrey Efremov en was in 2013 te zien op het filmfestival van Vologda.

## Synopsis
Majid is een kickbokser uit een grauwe buitenwijk van een grote Nederlandse stad. Zijn vechtersmentaliteit brengt hem echter zowel binnen als buiten de ring steeds verder in de problemen. Al snel beginnen de lijnen tussen kickboksen en de georganiseerde misdaad te vervagen.

## Rolverdeling
- Marwan Kenzari als Majid
- Chems Eddine Amar als Adil
- Ismael Tarhabi als Biga/Souse
- Mohammed El Mimouni als Tarik
- Baya Belal
- Abdelkrim Bahloul
- Cahit Ölmez als Hakan
- Raymond Thiry als Ben
- Bo Maerten als Tessa
- Nasrdin Dchar als Hamza
- Mustafa Duygulu als Baris
- Aziz Akazim als Vleermuis
- Fouad Mourigh als Reda
- Werner Kolf als Sergio
- Tobias Nierop als student
- Steef Cuijpers als voorman bloemenveiling
- Jacob Derwig als reclasseringsambtenaar
- Pepijn van Halderen als politieagent
- Leon Voorberg als detective
- Mohammed Azaay als Barry
- Mourade Zeguendi als Mounir
- Mimoun Ait Hamou als Zacharia
- Slimane Dazi
- Vincent Linthorst als John Terpijn
- Huub Smit als geldautobestuurder
- Mike Reus als geldautobestuurder

## Trivia
- In beelden van de totstandkoming van de film is te zien hoe Marwan Kenzari ruim een jaar lang trainde om de rol van kickbokser te kunnen spelen. Met zijn afgetrainde lijf stond hij in 2013 ook op de cover van Men's Health.
- Voor zijn rol werd Kenzari in 2014 tevens geselecteerd als een van de Shooting Stars; de tien beste jonge Europese acteurs die op het internationaal filmfestival van Berlijn in de schijnwerpers worden gezet.